# Saint-Coulomb
Saint-Coulomb (bretonisch Sant-Kouloum) ist eine französische Gemeinde mit 2970 Einwohnern (Stand 1. Januar 2022) im Département Ille-et-Vilaine in der Region Bretagne. Die Bewohner werden Colombanais und Colombanaises genannt.

## Geografie
Die Gemeinde liegt zwischen Saint-Malo und Cancale und in 70 Kilometern Entfernung zur bretonischen Hauptstadt Rennes.

## Geschichte
Die Gemeinde hat ihren Namen vom irischen Mönch Columban, der im Jahr 580 am Guesclin-Strand bei Saint-Coulomb landete und begann, in Europa zu missionieren.

Bereits gegen 450 vor Christus gab es eine kleine Festung, von der noch heute Überreste zu finden sind. Angeblich landete an einem Strand bei Saint-Coulomb der Sarrezenenkönig, der auf der Flucht vor den Karolingern war. Er ließ sich auf einer Insel nieder, wo er dreißig Jahre lang lebte. Als er von der bevorstehenden Ankunft Karls des Großen erfuhr, flüchtete er erneut und ließ ein Kind zurück. Karl der Große nannte es Glay Acquin. Daraus wurde später Guesclin. Diese Familie herrschte lange Zeit über das Dorf. Gegen 1254 errichtete der Dorfherr eine Festung, die für eine leichtere Verteidigung zum Landesinneren hin sorgte. Im Mittelalter erwarb die Familie Plessis-Bertrand die Herrschaft über Saint-Coulomb, Cancale und angrenzende Dörfer bis an die Stadtmauern von Saint-Malo. Noch heute stehen die Ruinen des Schlosses Le Plessis-Bertrand, das 1598 infolge der Religionskriege zerstört wurde. Den Herrschern gehörte auch die Mühle am Mer du Lupin, die bereits um das Jahr 1200 existierte. Heute gibt es dort die einzige Düne an der Küste von Ille-et-Vilaine zu sehen. Im 17. Jahrhundert bauten sich wohlhabende Reeder aus Saint-Malo in Saint-Coulomb Malouinières, große Landhäuser. Auf dem Gebiet von Saint-Coulomb gibt es noch heute fast zwanzig solcher Häuser. Während der Französischen Revolution – das Dorf trug zu der Zeit den Namen Coulomb Rocher – gab es auch zivile Opfer. 1911 kaufte Sidonie-Gabrielle Colette ein Haus in Saint-Coulomb. Sie blieb dort bis 1926. Im Zweiten Weltkrieg gab es nahe Saint-Coulomb mehrere deutsche Bunkeranlagen, die eine alliierte Landung an der Küste verhindern sollten. Im 19. und 20. Jahrhundert veränderte die lokale Wirtschaft ihren Schwerpunkt weg vom Fischfang hin zum Gemüseanbau.

## Demografie

### Bevölkerungsentwicklung
| Jahr      | 1962 | 1968 | 1975 | 1982 | 1990 | 1999 | 2007 | 2017 |
| Einwohner | 1390 | 1542 | 1611 | 1746 | 1938 | 2168 | 2348 | 2707 |

### Altersstruktur
28 Prozent der Bevölkerung sind 19 Jahre alt oder jünger. Sieben Prozent der Bevölkerung sind 75 Jahre alt oder älter.

## Sehenswürdigkeiten

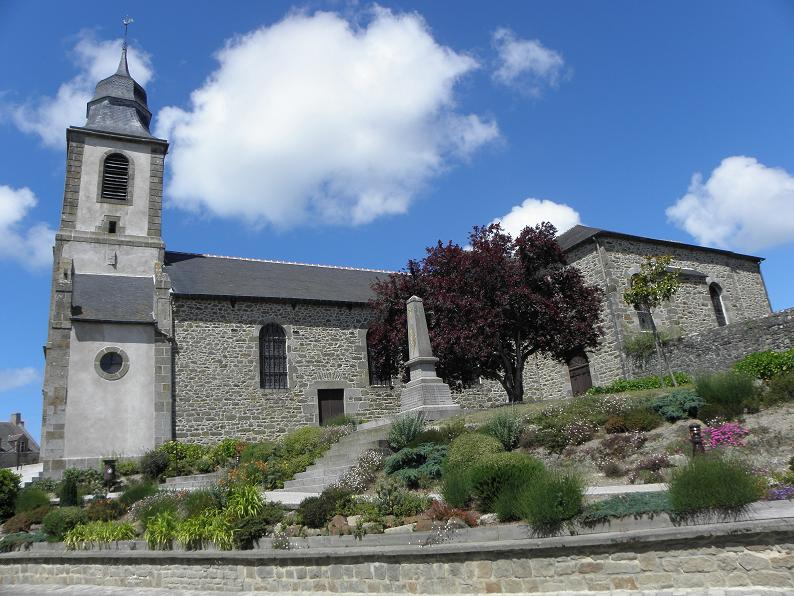
Kirche Saint-Colomban